# Xã Thordenskjold, Quận Barnes, Bắc Dakota
Xã Thordenskjold (tiếng Anh: Thordenskjold Township) là một xã thuộc quận Barnes, tiểu bang Bắc Dakota, Hoa Kỳ. Năm 2010, dân số của xã này là 67 người.